# Ferner Donner (Ray Bradbury)
Ferner Donner, auch Ein Donnerschlag (orig. A Sound of Thunder) ist eine Science-Fiction-Kurzgeschichte des US-amerikanischen Schriftstellers Ray Bradbury. Sie wurde zuerst 1952 in der Zeitschrift Collier’s veröffentlicht und erschien auch in den Kurzgeschichtensammlungen Die goldenen Äpfel der Sonne und Sauriergeschichten.

## Handlung
Im Jahr 2055: Ein Mann namens Eckels betritt die Firma Zeit-Safari GmbH (im Original: Time Safari, Inc.) und ist fasziniert von der Vorstellung, in die Vergangenheit zu reisen und Tiere zu jagen.
Nachdem er bezahlt hat, reist er mit einer Gruppe unter Führung von Mr. Travis in die prähistorische Zeit, weil Eckels einen echten Dinosaurier erlegen möchte. Mr. Travis weist Eckels darauf hin, dass er den Pfad der Zeitmaschine niemals verlassen darf und nichts anfassen soll, denn sonst würden die Vergangenheit und somit auch die Zukunft verändert.
Doch als Eckels einen echten Tyrannosaurus rex sieht, bekommt er Angst und gerät in Panik, wobei er einen schweren Fehler begeht und auf einen Schmetterling tritt. Dieses Ereignis ändert vieles in der Gegenwart, in die sie zurückkehren und eine freudlose, farblose und totalitär regierte Welt vorfinden.

## Bedeutung
Die Geschichte behandelt Aspekte der Chaostheorie, die später als Schmetterlingseffekt bekannt wurden. Diese Theorien besagen, dass eine winzige Änderung an den Ausgangsbedingungen eines Systems große Auswirkungen auf das Resultat haben kann.
Obwohl beide auf einen Schmetterling als Beispiel für ähnliche Phänomene zurückgreifen, existiert kein Beweis, dass sie sich gegenseitig beeinflusst haben. Bradburys Geschichte erschien zehn Jahre vor Edward N. Lorenz’ Beispiel und Lorenz benutzte zunächst eine Möwe als Beispiel.

## Verfilmung
Die Kurzgeschichte diente als Vorlage für den Science-Fiction-Film A Sound of Thunder, mit Oscar-Preisträger Ben Kingsley und Edward Burns in den Hauptrollen.